# Square Philippe-Farine
Pour les articles homonymes, voir Farine (homonymie).
Le square Philippe-Farine, anciennement square du mail Gatbois, est un square de Paris, situé dans le 12e arrondissement.

## Situation et accès

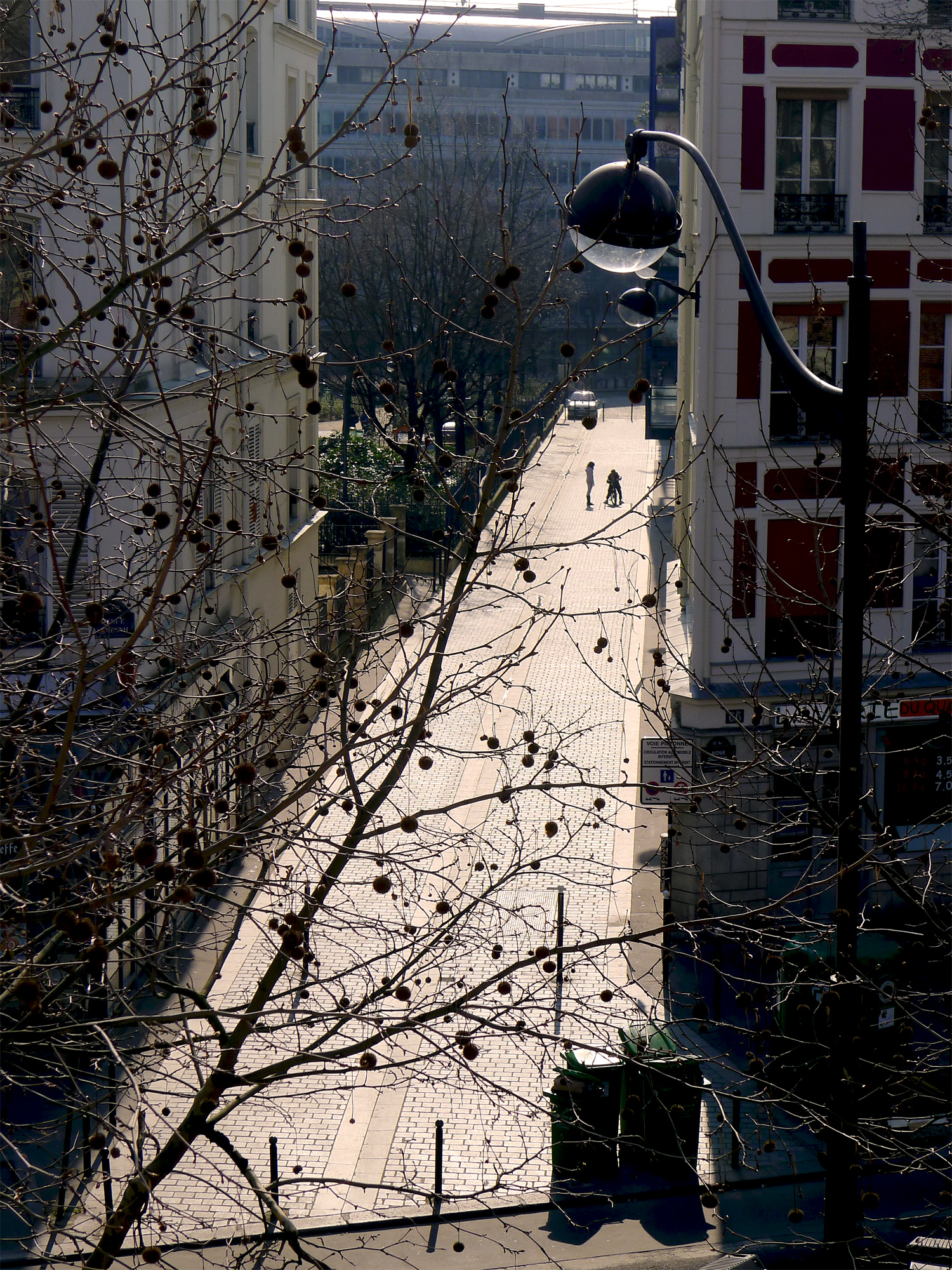
Le square Philippe-Farine le long du passage Gatbois.

Le mail, l’un des quatre mails du 12e arrondissement, est situé à proximité de la gare de Lyon. Il est entouré sur ses deux plus grandes longueurs par le passage Gatbois au nord-ouest et la rue Chrétien-de-Troyes au sud-est.
Ce site est desservi par les lignes 1 et 14 à la station de métro Gare de Lyon.

## Origine du nom
Il rend honneur à Philippe Farine (1917-2006), qui fut un élu du 12e arrondissement.

## Historique
Créé en 1997, le mail Gatbois a une superficie de 1 300 m2. La promenade est bordée de chênes rouges d'Amérique et conduit à une aire de jeux, au milieu d'un square anciennement dénommé « square du mail Gatbois ». Celui-ci tirait son nom de la rue qui le dessert, le passage Gatbois. Le square a en effet pour adresse (et entrée principale) le 12, passage Gatbois.
Il prend le nom de  « square Philippe-Farine »  lors de l'inauguration le 11 février 2014.